# Jacqueline Cako
Jacqueline Cako (ur. 30 sierpnia 1991 w Brier) – amerykańska tenisistka.

## Kariera tenisowa
W przeciągu kariery zwyciężyła w dwóch singlowych i dwunastu deblowych turniejach rangi ITF. 16 października 2017 roku zajmowała najwyższe miejsce w rankingu singlowym WTA Tour – 172. pozycję. 16 kwietnia 2018 osiągnęła najwyższą pozycję w rankingu deblowym – 87. miejsce. Studiowała na Arizona State University. Jest tenisistką praworęczną, ma 178 cm wzrostu.

## Finały turniejów WTA
| Legenda                     | Legenda |
| --------------------------- | ------- |
| Wielki Szlem                |         |
| Igrzyska olimpijskie        |         |
| WTA Tour Championships      |         |
| 2009 – 2020                 |         |
| WTA Premier Mandatory       |         |
| WTA Premier 5               |         |
| WTA Premier                 |         |
| WTA International Series    |         |
| WTA 125K series (2012–2020) |         |

### Gra podwójna 1 (0-1)
| Końcowy wynik | Nr | Data             | Turniej   | Nawierzchnia  | Partnerka     | Przeciwniczki      | Wynik finału |
| ------------- | -- | ---------------- | --------- | ------------- | ------------- | ------------------ | ------------ |
| Finalistka    | 1. | 23 kwietnia 2017 | Zhengzhou | Twarda (hala) | Julja Gluszko | Han Xinyun Zhu Lin | 5:7, 1:6     |

## Wygrane turnieje rangi ITF
| turnieje z pulą nagród 100 000 $         |
| turnieje z pulą nagród 75 000 - 80 000 $ |
| turnieje z pulą nagród 50 000 - 60 000 $ |
| turnieje z pulą nagród 25 000 $          |
| turnieje z pulą nagród 15 000 $          |
| turnieje z pulą nagród 10 000 $          |

### Gra pojedyncza
|    | Data       | Turniej   | Naw.   | Przeciwniczka     | Wynik         |
| 1. | 12/10/2008 | Southlake | Twarda | Ashley Weinhold   | 6:3, 4:6, 6:3 |
| 2. | 28/06/2009 | Wichita   | Twarda | Courtney Dolehide | 6:2, 6:3      |

### Gra podwójna
|     | Data       | Turniej            | Naw.    | Partnerka              | Przeciwniczki                        | Wynik          |
| 1.  | 07/06/2009 | Hilton Head Island | Twarda  | Alison Riske           | Natalie Pluskota Caitlin Whoriskey   | 6:3, 3:6, 10–6 |
| 2.  | 06/06/2010 | Hilton Head Island | Twarda  | Erica Krisan           | Brooke Bolender Lauren Herring       | 6:1, 6:4       |
| 3.  | 17/06/2012 | Bethany Beach      | Ceglana | Sanaz Marand           | Anastazja Charczenko Nika Kucharczuk | 6:1, 6:2       |
| 4.  | 16/09/2012 | Redding            | Twarda  | Sanaz Marand           | Macall Harkins Hsu Chieh-yu          | 7:6(5), 7:5    |
| 5.  | 21/10/2012 | Rock Hill          | Twarda  | Natalie Pluskota       | Hsu Chieh-yu Chiara Scholl           | 6:2, 6:3       |
| 6.  | 11/11/2012 | Phoenix            | Twarda  | Natalie Pluskota       | Eugenie Bouchard Ulrikke Eikeri      | 6:3, 2:6, 10–4 |
| 7.  | 22/02/2015 | Surprise           | Twarda  | Kaitlyn Christian      | Johanna Konta Maria Sanchez          | 6:4, 5:7, 10–7 |
| 8.  | 21/02/2016 | Surprise           | Twarda  | Danielle Lao           | Emina Bektas Sarah Lee               | 6:2, 4:6, 10–8 |
| 9.  | 05/11/2016 | Chenzhou           | Twarda  | Aleksandrina Najdenowa | Angielina Gabujewa Sopia Szapatawa   | 3:6, 6:4, 10–6 |
| 10. | 22/10/2017 | Suzhou             | Twarda  | Nina Stojanović        | Eri Hozumi Miyu Katō                 | 2:6, 7:5, 10–2 |
| 11. | 12/11/2017 | Shenzhen           | Twarda  | Nina Stojanović        | Shūko Aoyama Yang Zhaoxuan           | 6:4, 6:2       |